# Плишкова, Тереза
Тере́за Пли́шкова (чеш. Tereza Plíšková; род. 6 февраля 1990, Прага) — чешская кёрлингистка.
Играет на позиции второго и третьего.

## Достижения
- Первенство Европы по кёрлингу среди юниоров: серебро (2007, 2009), бронза (2008).

## Команды
| Сезон   | Четвёртый      | Третий             | Второй            | Первый             | Запасной                               | Турниры                               |
| ------- | -------------- | ------------------ | ----------------- | ------------------ | -------------------------------------- | ------------------------------------- |
| 2006    | Камила Мошова  | Ленка Черновска    | Линда Климова     | Анна Кубешкова     | Тереза Плишкова                        | ПЕЮ 2006 (5-е место)                  |
| 2007    | Анна Кубешкова | Линда Климова      | Тереза Плишкова   | Michaela Nadherova | Луиза Иллькова                         | ПЕЮ 2007 · ЧМЮ 2007 (9-е место)       |
| 2008    | Анна Кубешкова | Линда Климова      | Тереза Плишкова   | Michaela Nadherova | Камила Мошова                          | ПЕЮ 2008                              |
| 2009    | Анна Кубешкова | Линда Климова      | Тереза Плишкова   | Элишка Яловцова    | Мартина Стрнадова                      | ПЕЮ 2009 · ЧМЮ 2009 (7-е место)       |
| 2010    | Анна Кубешкова | Тереза Плишкова    | Мартина Стрнадова | Зузана Гайкова     | Вероника Гердова                       | ЧМЮ 2010 (8-е место)                  |
| 2010—11 | Анна Кубешкова | Тереза Плишкова    | Вероника Гердова  | Элишка Яловцова    | Луиза Иллькова тренер: Карел Кубешка   | ЧЕ 2010 (11-е место)                  |
| 2010—11 | Анна Кубешкова | Тереза Плишкова    | Вероника Гердова  | Элишка Яловцова    |                                        |                                       |
| 2011    | Анна Кубешкова | Тереза Плишкова    | Paula Proksikova  | Элишка Яловцова    | Мартина Стрнадова                      | ЧМЮ 2011 (9-е место)                  |
| 2011    | Анна Кубешкова | Тереза Плишкова    | Луиза Иллькова    | Элишка Яловцова    | Вероника Гердова                       | ЧМ 2011 (12-е место)                  |
| 2011    | Анна Кубешкова | Линда Климова      | Тереза Плишкова   | Элишка Яловцова    | Камила Мошова                          | ЗУ 2011 (7-е место)                   |
| 2011—12 | Анна Кубешкова | Тереза Плишкова    | Вероника Яловцова | Луиза Иллькова     | Вероника Гердова                       |                                       |
| 2012    | Линда Климова  | Камила Мошова      | Анна Кубешкова    | Катержина Урбанова | Тереза Плишкова                        | ЧЕ 2012 (8-е место)                   |
| 2012—13 | Анна Кубешкова | Тереза Плишкова    | Клара Сватонова   | Вероника Гердова   |                                        |                                       |
| 2013—14 | Анна Кубешкова | Тереза Плишкова    | Клара Сватонова   | Вероника Гердова   | Мартина Стрнадова                      |                                       |
| 2013    | Анна Кубешкова | Тереза Плишкова    | Мартина Стрнадова | Клара Сватонова    | Вероника Гердова                       | ЧЕ 2013 (6-е место)                   |
| 2014    | Анна Кубешкова | Тереза Плишкова    | Клара Сватонова   | Вероника Гердова   | Альжбета Баудишова                     | ЧМ 2014 (9-е место)                   |
| 2014—15 | Анна Кубешкова | Тереза Плишкова    | Клара Сватонова   | Вероника Гердова   | Альжбета Баудишова                     |                                       |
| 2015    | Анна Кубешкова | Альжбета Баудишова | Тереза Плишкова   | Клара Сватонова    | Эжен Колчевская                        | ЧЕ 2015 (12-е место)                  |
| 2015—16 | Анна Кубешкова | Тереза Плишкова    | Клара Сватонова   | Альжбета Баудишова |                                        |                                       |
| 2016—17 | Анна Кубешкова | Альжбета Баудишова | Тереза Плишкова   | Клара Сватонова    | Эжен Колчевская тренер: Карел Кубешка  | ЧЕ 2016 (4-е место) ЧМ 2017 (7 место) |
| 2017—18 | Анна Кубешкова | Альжбета Баудишова | Тереза Плишкова   | Клара Сватонова    | Эжен Колчевская тренер: Карел Кубешка  | ЧЕ 2017 (7-е место) ЧМ 2018 (6 место) |
| 2018—19 | Анна Кубешкова | Альжбета Баудишова | Тереза Плишкова   | Эжен Колчевская    | Eliska Soukupova тренер: Карел Кубешка | ЧЕ 2018 (8-е место)                   |

(скипы выделены полужирным шрифтом; см. также )